# Botina
|  | «botí» redirigeix aquí. Vegeu-ne altres significats a «botí de guerra». |

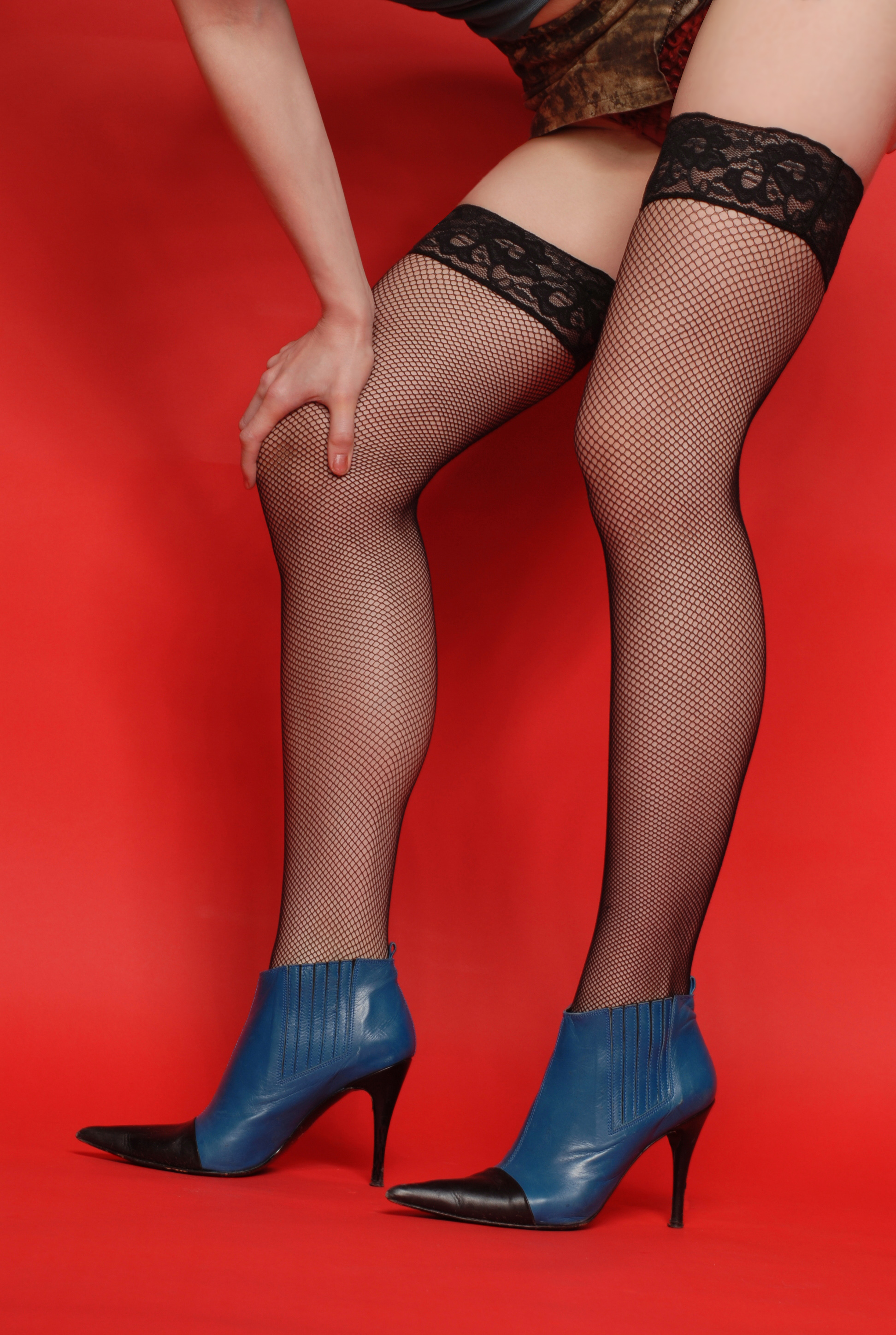
Botines de dona

La botina és un tipus de bota baixa, amb canya curta que no arriba a cobrir la cama sinó tan sols el peu i el turmell.
El terme català botina equival a l'anglès ankle boot; a l'espanyol botín (a voltes botina, i, en l'ús militar, simplement bota); al francès brodequin; a l'italià scarponcino; al portuguès bota de cano curto i botim, o (al Brasil) botina (i, en l'ús militar, borzeguim); etc., etc.

## La botina com a article de moda civil
Hi ha botines per a home i per a dona, molt diferents d'estil. Quant a la matèria primera, es pot escollir entre botines de cuir i pell, així com de dant o de xarol, en color natural o tenyides en una àmplia gamma de colors.
En la segona meitat del segle xix i a inicis del XX les botines foren un dels tipus de calçat més populars entre ambdós sexes. Avui dia hi ha múltiples estils de botina per a home, alguns dels quals inspirats en l'estil militar.

## La botina femenina
Entre les botines de dona destaca com a símbol eròtic la botina de taló alt, generalment amb puntera, duta obligatòriament amb mitges negres; simbolitza el món del can can i les cocottes de la Belle époque. Es dona el cas de gent poc informada que per botina entén només aquest tipus específic.
Avui dia, com altres tipus de bota, les botines tornen a ésser populars entre les dones de totes les edats. Poden combinar-se amb pantalons de tub ficats per dins, amb pantalons amples, amb faldilla i fins i tot amb shorts. Quan es porten amb les cames descobertes, una bona opció és combinar amb mitges espesses. Els seus estils són molt variats; es troben botines amb solapa [?] girada estil pirata, amb tatxes, amb serrells, amb sivelles decoratives o d'altres que simplement representen una bota en versió reduïda. Les propostes en talons són d'allò més diverses. Les més elegants són les de taló alt, si bé es consideren les més incòmodes de portar. També es troben botines de taló quadrat o de plataforma oculta a l'interior. Finalment, hi ha models que prescindeixen del taló.

## Ús militar
Un exemple primerenc de botina militar fou, almenys d'ençà el segle xviii, la botina hongaresa (csizma), típica dels hússars i de les tropes de la Frontera Militar habsbúrgica.
En el pas del segle xix al xx les botines foren adoptades com a calçat estàndard de la tropa en la majoria d'exèrcits del món, en contrast amb l'oficialitat, que continuà calçant botes altes.

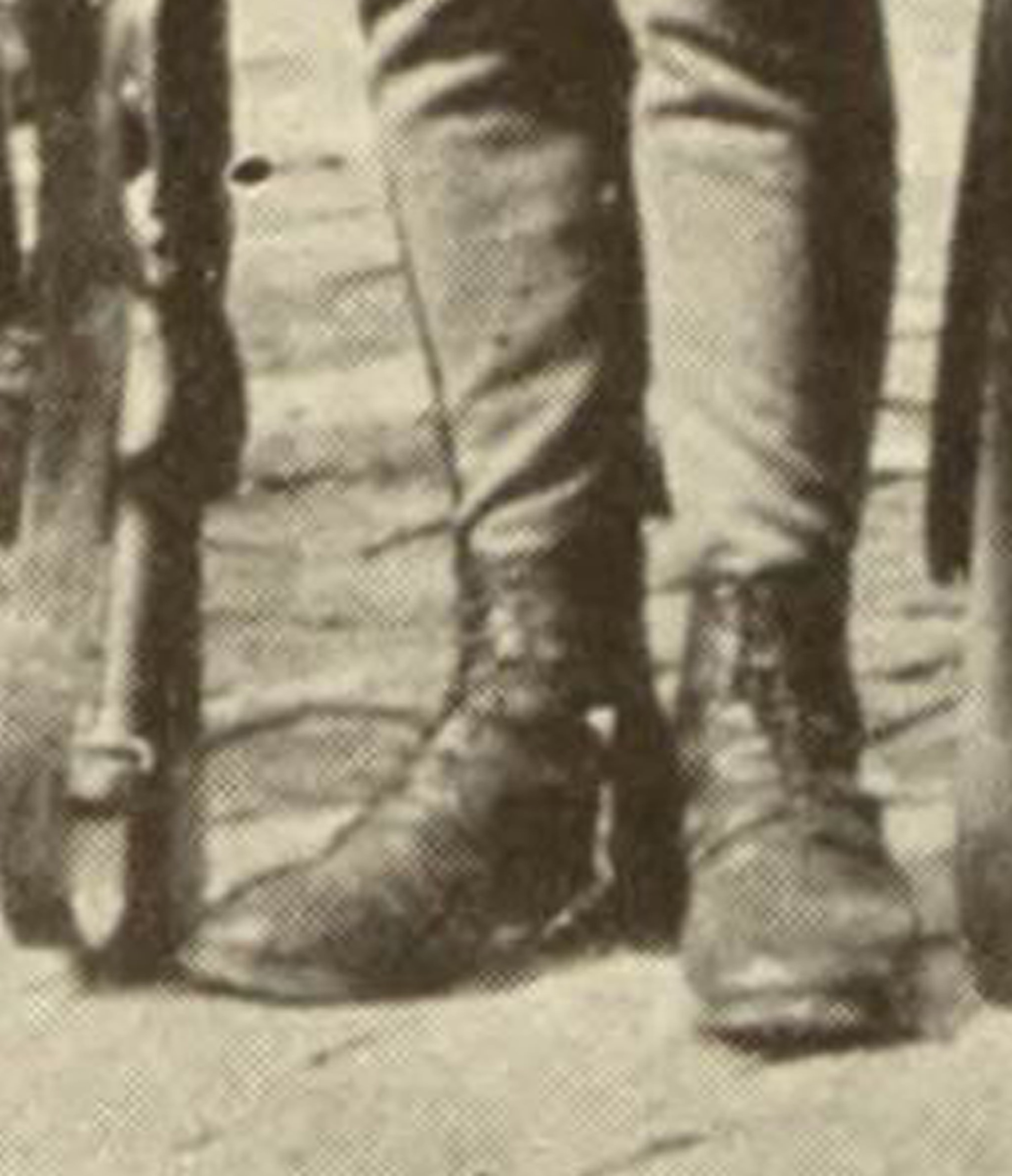
Botines de l'exèrcit austrohongarès (ací, dutes per un soldat de la Honvéd hongaresa), representatives del tipus de bota militar emprat durant la Primera Guerra Mundial

Sembla que l'adopció de les botines obeí, en principi, a qüestions pressupostàries: amb centenars de milers o milions d'homes per a calçar, reduir la canya estalviava molt en material i en despeses. Tot i que també podria tenir a veure amb la moda civil coetània.
Amb les botines militars, generalment els pantalons o –més sovint— els calçons s'hi duien per dins, com abans amb les botes altes; en campanya acostumaven de cobrir-se amb benes o polaines que protegien la part inferior de la cama, des del tou fins al turmell, i, a més, tendien a impedir que els pantalons se sortissin de la bota en moviments bruscos.
A partir d'entreguerres hi hagué una tendència lenta a substituir la botina per la bota de mitja canya: alguns exèrcits (Àustria, Bèlgica, Suïssa, Suècia, Irlanda...) tendiren a elevar les botes de tropa fins a l'autèntica mitja canya, i, alhora, a prescindir de benes i polaines. Un exèrcit tan poc d'avantguarda com l'espanyol tanmateix adoptà botes de mitja canya de tipus modern per a la Legió el 1938, i les generalitzà a tot l'exèrcit el 1943. Aquesta tendència culminaria durant la Segona Guerra Mundial en els diversos models de bota de campanya desenvolupats per les forces armades dels EUA.